# Embolada
L'embolada è un ritmo musicale originario del nordest del Brasile. È formata da note rapide ed intervalli brevi (ricorda molto il rap) ed ha dei testi, in genere, umoristici e satirici, anche se a volte le parole dei testi sono associate tra di loro per la loro musicalità e non per il significato.
Un esempio classico della musicalità della lingua portoghese è  “Águas de Março” di Antônio Carlos Jobim, dove le parole sono selezionate dal compositore soprattutto per la loro musicalità.
Più che un genere musicale l'embolada è un'unione tra poesia e musica, che come intenzione ricorda molto il rap. “L'embolada è il vero rap”, dice uno dei musicisti di embolada intervistato nel documentario sulla musica brasiliana: “Moro no Brasil” di Mika Kaurismäki.
E nel documentario c'è un esempio di questo ritmo musicale il cui ritornello fa: 